# Campeonato Europeu de Atletismo em Pista Coberta de 1975
O 6º Campeonato Europeu de Atletismo em Pista Coberta foi realizado na arena Spodek, em Katowice, Polónia, nos dias 8 e 9 de março de 1975. As competições repartiram-se por 21 eventos (12 no programa masculino e 9 no feminino).

## Medalhistas
Masculino
| Evento               | Ouro                                                                             | Ouro   | Prata                                                                              | Prata  | Bronze                                                                   | Bronze |
| 60 m                 | URS Valeriy Borzov                                                               | 6.59   | URS Aleksandr Aksinin                                                              | 6.67   | POL Zenon Licznerski                                                     | 6.74   |
| 400 m                | FRG Hermann Köhler                                                               | 48.76  | YUG Josip Alebić                                                                   | 49.04  | URS Semyon Kocher                                                        | 46.33  |
| 800 m                | GDR Gerhard Stolle                                                               | 1:49.8 | BEL Ivo Van Damme                                                                  | 1:50.1 | URS Vladimir Ponomaryov                                                  | 1:50.2 |
| 1500 m               | FRG Thomas Wessinghage                                                           | 3:44.6 | URS Pyotr Anisim                                                                   | 3:45.5 | ROM Gheorghe Ghipu                                                       | 3:45.5 |
| 3000 m               | GBR Ian Stewart                                                                  | 7:58.6 | FIN Pekka Päivärinta                                                               | 7:58.6 | URS Boris Kuznetsov                                                      | 8:01.2 |
| 60 m barreiras       | POL Leszek Wodzyński                                                             | 7.69   | GDR Frank Siebeck                                                                  | 7.69   | URS Eduard Pereverzev                                                    | 7.74   |
| salto em altura      | TCH Vladimír Malý                                                                | 2,21   | HUN Endre Kelemen                                                                  | 2,19   | SWE Rune Almén                                                           | 2,19   |
| salto com vara       | FIN Antti Kalliomäki                                                             | 5,35   | POL Wojciech Buciarski                                                             | 5,30   | POL Władysław Kozakiewicz                                                | 5,30   |
| salto em comprimento | FRA Jacques Rousseau                                                             | 7,94   | FRG Hans-Jürgen Berger                                                             | 7,87   | POL Zbigniew Beta                                                        | 7,82   |
| triplo salto         | URS Viktor Saneyev                                                               | 17,01  | POL Michał Joachimowski                                                            | 16,90  | URS Gennadiy Besonov                                                     | 16,78  |
| lançamento do peso   | BUL Valcho Stoev                                                                 | 20,19  | GBR Geoff Capes                                                                    | 19,98  | URS Valeriy Voykin                                                       | 19,44  |
| estafeta 4x320 m     | FRG Alemanha Ocidental Klaus Ehl Franz-Peter Hofmeister Karl Honz Hermann Köhler | 2:29.9 | POL Polónia Wiesław Pucholski Roman Siedlecki Jerzy Włodarczyk Wojciech Romanowski | 2:31.4 | BUL Bulgária Krassimir Gutev Narzis Popov Yordan Yordanov Yanko Bratanov | 2:32.1 |

Feminino
| Evento               | Ouro                                                                                 | Ouro   | Prata                                                                            | Prata  | Bronze                                                                          | Bronze |
| 60 m                 | GBR Andrea Lynch                                                                     | 7.17   | GDR Monika Meyer                                                                 | 7.24   | POL Irena Szewińska                                                             | 7.26   |
| 400 m                | GBR Verona Elder                                                                     | 52.68  | URS Nadezhda Ilyina                                                              | 53.21  | URS Inta Klimoviča                                                              | 53.91  |
| 800 m                | GDR Anita Barkusky                                                                   | 2:05.6 | URS Sarmita Stûla                                                                | 2:06.2 | BUL Rositsa Pekhlivanova                                                        | 2:06.3 |
| 1500 m               | ROM Natalia Marasescu                                                                | 4:14.7 | URS Tatyana Kazankina                                                            | 4:14.8 | GDR Ellen Wellmann                                                              | 4:16.2 |
| 60 m barreiras       | POL Grażyna Rabsztyn                                                                 | 8.04   | GDR Annelie Ehrhardt                                                             | 8.12   | URS Tatyana Anisimova                                                           | 8.21   |
| salto em altura      | GDR Rosemarie Ackermann                                                              | 1,92   | FRA Marie-Christine Debourse                                                     | 1,83   | NED Annemieke Bouma                                                             | 1,80   |
| salto em comprimento | ROM Dorina Catineanu                                                                 | 6,31   | URS Lidiya Alfeyeva                                                              | 6,29   | SUI Meta Antenen                                                                | 6,28   |
| lançamento do peso   | GDR Marianne Adam                                                                    | 20,06  | TCH Helena Fibingerová                                                           | 20,05  | URS Nadezhda Chizhova                                                           | 18,62  |
| estafeta 4x320 m     | URS União Soviética Inta Klimoviča Ingrida Barkane Lyudmila Aksenova Nadezhda Ilyina | 2:46.1 | FRG Alemanha Ocidental Elke Barth Brigitte Koczelnik Silvia Hoffmann Rita Wilden | 2:47.3 | POL Polónia Zofia Zwolińska Genowefa Nowaczyk Krystyna Kacperczyk Danuta Piecyk | 2:49.6 |

## Quadro de medalhas
| Ordem | País               | Medalha de ouro | Medalha de prata | Medalha de bronze | Total |
| ----- | ------------------ | --------------- | ---------------- | ----------------- | ----- |
| 1     | Alemanha Oriental  | 4               | 3                | 0                 | 7     |
| 2     | União Soviética    | 3               | 6                | 8                 | 17    |
| 3     | Alemanha Ocidental | 3               | 2                | 1                 | 6     |
| 4     | Reino Unido        | 3               | 1                | 0                 | 4     |
| 5     | Polónia            | 2               | 3                | 4                 | 9     |
| 6     | Romania            | 2               | 0                | 1                 | 3     |
| 7     | Tchecoslováquia    | 1               | 1                | 0                 | 2     |
| 7     | Finlândia          | 1               | 1                | 0                 | 2     |
| 7     | França             | 1               | 1                | 0                 | 2     |
| 10    | Bulgaria           | 1               | 0                | 4                 | 5     |
| 11    | Bélgica            | 0               | 1                | 0                 | 1     |
| 11    | Hungria            | 0               | 1                | 0                 | 1     |
| 11    | Iugoslávia         | 0               | 1                | 0                 | 1     |
| 14    | Países Baixos      | 0               | 0                | 1                 | 1     |
| 14    | Suécia             | 0               | 0                | 1                 | 1     |
| 14    | Suíça              | 0               | 0                | 1                 | 1     |